# Краснознаменка (Мордовия)
Краснозна́менка — посёлок в Зубово-Полянском районе Мордовии России. Входит в состав Новопотьминского сельского поселения.

## История
Основан в 1924 году переселенцами из села Покровские Селищи. В 1931 году посёлок Красное Знамя состоял из 38 дворов.

## Население
| 2002 | 2010 |
| ---- | ---- |
| 46   | ↘33  |

Национальный состав
Согласно результатам Всероссийской переписи населения 2002 года, в национальной структуре населения мордва-мокша составляли 94 %.